# Kirkkojärvi (sjö i Kangasala, Birkaland)
Kirkkojärvi är en sjö i kommunen Kangasala i landskapet Birkaland i Finland. Sjön ligger 84,9 meter över havet. Arean är 1,64 kvadratkilometer och strandlinjen är 7,61 kilometer lång. Sjön  ingår i Kumo älvs huvudavrinningsområde.   Den ligger omkring 15 km öster om Tammerfors och omkring 150 km norr om Helsingfors. 
Nordöst om Kirkkojärvi ligger Kangasala. 